# Voo Afriqiyah Airways 209
O voo Afriqiyah Airways 209 foi um voo interno de passageiros de Sabha para Trípoli, na Líbia, que foi furtado em 23 de Dezembro de 2016 e fez um pouso forçado em Luqa, Malta. O voo foi operado pela Afriqiyah Airways, a companhia aérea do estado da Líbia, e levava 111 passageiros: 82 homens, 28 mulheres e um bebé. Os dois sequestradores, mais tarde, libertaram todos os reféns e se entregaram às autoridades.

## Aeronaves
A aeronave envolvida foi um Airbus A320-214, registro 5A-ONB, msn 3236. Ele voou pela primeira vez em 29 de agosto de 2007.